# Ивлев, Дюис Данилович
Дю́ис Дани́лович И́влев (6 сентября 1930, Чебоксары — 3 марта 2013, Чебоксары) — советский и российский учёный-механик, доктор физико-математических наук, профессор, заслуженный деятель науки Российской Федерации (1992).

## Биография

### Происхождение
Pодился 6 сентября 1930 года в г. Чебоксары. Отец его — Ивлев Данил Осипович, преподаватель Чувашского государственного педагогического института, участник Великой Отечественной войны, был выходцем из деревни Верхние Сунары нынешнего Ядринского района Чувашии; мать — Ивлева (урожденная Данилова) Иулиания Даниловна — происходила из села Яншихово-Норваши нынешнего Янтиковского района Чувашии, приходилась родной сестрой чувашскому театральному деятелю Д. Д. Данилову. 
В 1948 году Дюис Ивлев окончил Чебоксарскую среднюю мужскую школу № 1 и поступил на механико-математический факультет Московского государственного университета имени М. В. Ломоносова (МГУ), который окончил в 1953 году по специальности «механика».
Окончив аспирантуру МГУ, Д. Д. Ивлев в 1956 году защитил там же кандидатскую диссертацию по теме «Приближённое решение упругопластических задач методом малого параметра».

### Профессиональная деятельность
Затем работал младшим научным сотрудником Института механики АН СССР, инженером и старшим инженером оборонного предприятия. В 1959 году защитил (также на совете в МГУ) докторскую диссертацию по теме «Пространственная задача теории идеальной пластичности». 

Мемориальная доска в Воронежском государственном университете

В октябре 1959 года по приглашению ректора Воронежского государственного университета (ВГУ) Б. И. Михантьева переехал в Воронеж, где в декабре 1959 года возглавил созданную им кафедру теории упругости и пластичности ВГУ. По совместительству он несколько лет заведовал и кафедрой сопротивления материалов в Воронежском политехническом институте, а также читал лекции в Воронежском педагогическом институте. В Воронеже Д. Д. Ивлев создал школу механики деформируемого твёрдого тела.
В 1966 году Д. Д. Ивлев вернулся в Москву; здесь он в 1966—1970 гг. работал профессором и заведующим кафедрой высшей математики в МВТУ им. Н. Э. Баумана, а в 1971—1982 гг. — заведующим кафедрой высшей математики во Всесоюзном заочном политехническом институте. В 1982 году он переехал на родину — в Чебоксары; здесь он работал заведующим кафедрой математического анализа, а затем — заведующим кафедрой механики деформируемого твёрдого тела в Чувашском государственном университете (ЧГУ). В 1985—1993 гг. был деканом физико-математического факультета ЧГУ. В 1993 году он перешёл на работу в Чувашский государственный педагогический университет, где возглавил кафедру математического анализа.
Для Д. Д. Ивлева была характерна выраженная гражданская позиция; он вёл в Чувашии большую общественную работу, выступал на страницах региональной печати с публицистическими статьями. Его перу принадлежит ряд научно-популярных и публицистических изданий: статьи «Двое в академической лодке, не считая науки», «Мир эллиптический и мир гиперболический», книга «Короли и академики» и др.
3 марта 2013 года Д. Д. Ивлев скончался.

## Участие в профессиональных сообществах
Д. Д. Ивлев был членом Российского национального комитета по теоретической и прикладной механике, членом экспертного совета по математике и механике ВАК РФ, учредителем и президентом-организатором Национальной академии наук и искусств Чувашской Республики, академиком Международной инженерной академии и Инженерно-технологической академии ЧР (в ней занимал пост вице-президента), членом редколлегий научных журналов «Известия РАН. Механика твёрдого тела» и «Прикладная математика и механика». 
Он был также членом комиссии по экологии при Верховном Совете ЧР (1983—1992 гг.), зам. председателя по госнаградам ЧР (1993—1999 гг.), членом комиссии по госпремиям ЧР (1993—1999 гг.), действительным членом Международной академии наук экологии безопасности (МАНЭБ).

## Награды
- Заслуженный деятель науки и техники РФ,
- лауреат Государственной премии Чувашской Республики в области науки и техники (2006)[7][8].

## Исследования
Исследования Д. Д. Ивлева посвящены механике деформируемого твёрдого тела, в основном — математической теории пластичности.
В работах Д. Д. Ивлева было показано, что при условии полной пластичности, уравнения пространственной задачи теории идеальной пластичности образуют статически определимую систему уравнений и принадлежат к гиперболическому типу. Им даны уравнения, определяющие кинематику пластического течения и установлено, что они также принадлежат к гиперболическому типу и что уравнения, определяющие статику и кинематику идеально пластического тела, имеют совпадающие характеристические многообразия. Таким образом, в работах Д. Д. Ивлева дано построение общей теории идеальной пластичности с единым математическим аппаратом статически определимых уравнений гиперболического типа, соответствующим сдвиговой природе идеально пластического деформирования. Эти результаты были распространены на случай анизотропного и сжимаемого идеально пластического материала, а также на случай хрупкого разрушения путём отрыва.
Д. Д. Ивлевым исследованы разрывные решения пространственного состояния идеально пластических тел, даны решения различных задач о вдавливании штампов в идеально пластическое полупространство, о предельном состоянии материала, сжатого шероховатыми плитами. В его работах дальнейшее развитие получило исследование стационарных и нестационарных течений идеально пластических сред.
Д. Д. Ивлев распространил представления ассоциированного закона течения на случай обобщённых переменных4 определение соотношений в подобной форме позволило выделить члены, определяющие влияние анизотропии материала.
Значительное место в работах Д. Д. Ивлева уделено вопросам двойственности: эквивалентному построению теории пластичности на основе определения функции нагружения и ассоциированного закона пластического течения, либо определения диссипативной функции и ассоциированного закона нагружения. Им проанализированы различные постулаты, лежащие в основе построения теории пластичности, определена симметричная сводка интегральных неравенств, приводящих к ассоциированному закону пластического течения и ассоциированному закону нагружения.
В теории упрочняющихся пластических сред Д. Д. Ивлев развивал представления, основанные на трансляционном механизме упрочнения, заложенные в исследованиях А. Ю. Ишлинского, В. Прагера. Предложен алгоритм построения моделей сложных сред, обладающих внутренними механизмами пластичности, вязкости, упругости. Исследовано влияние внутренних механизмов вязкости на пластическое поведение тел: эффект кажущейся угловой точки и др.
Цикл работ Д. Д. Ивлева посвящён линеаризированным задачам упругопластического состояния тел. Метод малого параметра, развитый в работах Д. Д. Ивлева, позволил получить решение ряда плоских, осесимметричных, пространственных задач упругопластического состояния тел и определить неизвестную границу, отделяющую область пластического состояния материала, описываемую уравнениями гиперболического типа, от области упругого состояния тела, описываемой уравнениями эллиптического типа. На примере разложения в ряд классических решений Л. А. Галина и Г. П. Черепанова было установлено их совпадение с решениями, полученными непосредственно методом малого параметра, и показана достаточно быстрая сходимость приближений. Дальнейшее развитие получили линеаризованные методы решения задач жесткопластического анализа, в том числе линеаризованные задачи о вдавливании жестких тел в идеально пластическую среду.
Ряд исследований Д. Д. Ивлева посвящён деформационной теории пластичности, вопросам построения моделей теории упругости и гидродинамики, предельному состоянию конструкций, статике и динамике сыпучих сред, механике квазихрупкого разрушения и др.
Работы Д. Д. Ивлева являются фундаментальным вкладом в механику деформируемого твёрдого тела. Д. Д. Ивлев опубликовал около 300 работ, в том числе 7 монографий. Руководитель более 70 кандидатских диссертаций, среди представителей «Воронежской школы механики» — 20 докторов физико-математических наук.

### Отдельные издания
- Ивлев Д. Д.  Теория идеальной пластичности. — М.: Наука, 1966. — 232 с.
- Ивлев Д. Д., Быковцев Г. И.  Теория упрочняющегося пластического тела. — М.: Наука, 1971. — 232 с.
- Ивлев Д. Д., Ершов Л. В.  Метод возмущений в теории упруго-пластического тела. — М.: Наука, 1978. — 208 с.
- Ивлев Д. Д.  Короли и академики. — Чебоксары: Чувашия, 1999. — 96 с. — ISBN 5-86765-137-1.
- Ишлинский А. Ю., Ивлев Д. Д.  Математическая теория пластичности. — М.: Физматлит, 2001. — 704 с. — ISBN 5-9221-0141-2.
- Ивлев Д. Д.  Механика пластических сред. Т. 1. Теория идеальной пластичности. — М.: Физматлит, 2001. — 448 с. — ISBN 5-9221-0140-4.
- Ивлев Д. Д.  Механика пластических сред. Т. 2. Общие вопросы. — М.: Физматлит, 2002. — 448 с. — ISBN 5-9221-0291-5.

### Некоторые статьи
- Ивлев Д. Д.  Об общих уравнениях теории идеальной пластичности и статики сыпучей среды // Прикл. математика и механика. — 1958. — Т. 22, вып. 1. — С. 90—96.
- Ивлев Д. Д.  О соотношениях, определяющих пластическое течение при условии пластичности Треска и его обобщениях // Докл. АН СССР. — 1959. — Т. 124, № 6. — С. 546—549.
- Знаменский В. А., Ивлев Д. Д.  Об уравнениях вязкопластического тела при кусочно-линейных потенциалах // Изв. АН СССР. ОТН. Механика и машиностроение. — 1963. — № 6. — С. 12—16.
- Ивлев Д. Д.  О теории трещин квазихрупкого разрушения // Журнал прикл. механики и технич. физики. — 1967. — № 6. — С. 88—128.
- Бережной И. А., Ивлев Д. Д., Макаров Е. В.  О деформационных моделях теории пластичности и сплошных сред // Прикл. математика и механика. — 1970. — Т. 34, вып. 3. — С. 553—557.
- Бережной И. А., Ивлев Д. Д.  Об интегральных неравенствах теории упругопластического тела // Прикл. математика и механика. — 1980. — Т. 44, вып. 3. — С. 540—549.
- Артемьев И. Т., Ивлев Д. Д.  К теории предельного состояния хрупких тел с разрывными решениями // Изв. АН СССР. Механика твёрдого тела. — 1984. — № 1. — С. 111—116.
- Артёмов М. А., Ивлев Д. Д.  Об одном случае предельного состояния тел // Изв. РАН. Механика твёрдого тела. — 1996. — № 3. — С. 43—45.
- Ивлев Д. Д., Ишлинский А. Ю.  Полная пластичность в теории идеально пластического тела // Доклады Академии наук. — 1999. — Т. 368, № 3. — С. 333—334.
- Ивлев Д. Д., Ишлинский А. Ю., Максимова Л. А.  Условия изотропии и обобщённый ассоциированный закон пластического течения // Доклады Академии наук. — 2000. — Т. 371, № 1. — С. 49—51.
- Ивлев Д. Д., Ишлинский А. Ю.  Статически определимые соотношения теории пластичности и предельное состояние и разрушение тел // Изв. РАН. Механика твёрдого тела. — 2003. — № 3. — С. 84—90.
- Ивлев Д. Д.  Идеи и результаты А. Ю. Ишлинского в теории пластичности // Изв. РАН. Механика твёрдого тела. — 2003. — № 4. — С. 167—176.
- Ивлев Д. Д.  Теория идеальной пластичности. Состояние и развитие // Прикладная механика. — 2003. — № 11. — С. 6—46.
- Ивлев Д. Д., Миронов Б. Г.  О соотношениях трансляционной идеально пластической анизотропии при кручении // Вестник Чувашского гос. пед. ун-та. Сер.: Механика предельного состояния. — 2010. — № 8. — С. 576—579.